# دیک دیویس (بازیکن بسکتبال)
دیک دیویس (انگلیسی: Dick Davies؛ ۲۱ ژانویهٔ ۱۹۳۶ – ۲۵ فوریهٔ ۲۰۱۲) بازیکن بسکتبال اهل ایالات متحده آمریکا بود.
وی در مسابقات کشوری و بین‌المللی در مجموع برندهٔ ۱ مدال طلا شده‌است.